# 오시미역
오시미역(일본어: 忍海駅)은 일본 나라현 가쓰라기시에 위치한 긴키 닛폰 철도 고세 선의 철도역이다. 역 번호는 P 25이며, 단선 승강장 1면 1선의 구조를 갖춘 지상역이다.

## 이용 현황
- 2005년 11월 8일 : 2,054명
- 2008년 11월 18일 : 2,056명
- 2010년 11월 9일 : 1,918명
- 2012년 11월 13일 : 1,786명
- 2015년 11월 10일 : 1,699명

## 역 주변
- 가쓰라기 시 역사 박물관
- 나라 교통 가쓰라기 영업소

## 역사
- 1930년 12월 9일 : 난와 급행 철도 개통 시에 개업.
- 1944년
  - 4월 1일 : 간사이 급행 철도가 난와 전기 철도를 합병, 간사이 급행 철도 고세 선의 역이 됨.
  - 6월 1일 : 전시 통합에 의해, 간사이 급행 철도가 난카이 철도를 합병, 긴키 닛폰 철도 고세 선의 역이 됨.
- 1984년 9월 17일 : 종래보다 남쪽으로 95m 현위치로 이전.
- 2007년 4월 1일 : PiTaPa 사용 개시.
- 2012년 12월 21일 : 종일 무인역화.

## 인접 역
| 긴키 닛폰 철도 고세 선     | 긴키 닛폰 철도 고세 선 | 긴키 닛폰 철도 고세 선         |
| -------------------------- | ---------------------- | ------------------------------ |
| P24 긴테쓰신조 샤쿠도 방면 | P 고세 선              | 긴테쓰고세 P26 긴테쓰고세 방면 |